# Eumorphus sybarita
Eumorphus sybarita es una especie de coleóptero de la familia Endomychidae.

## Distribución geográfica
Habita en Sumatra, Singapur, Birmania, Malaca y en el norte de Borneo